# Mangora goodnightorum
Mangora goodnightorum là một loài nhện trong họ Araneidae.
Loài này thuộc chi Mangora. Mangora goodnightorum được Herbert Walter Levi miêu tả năm 2005.